# Staufen (Grafenhausen)
Staufen ist ein Ortsteil der Gemeinde Grafenhausen im Landkreis Waldshut im Südschwarzwald. 
Am 20. Dezember 868 schenkt auf Bitte Chadolts der Priester Reginhelm seinen Besitz zu Staufen im AlbgauAlbekeuve  an das Kloster St. Gallen. Es ist umstrittem ob nun das hier genannte Staufen gemeint ist oder ein anderes Staufen. 
Staufen, Bulgenbach und die Häuser Heidenmühle und Klausenmühle im Mettmatal bildeten bis zur Eingemeindung am 1. April 1974 eine selbstständige Gemeinde. Das Wappen von Staufen und Bulgenbach zeigt den steigenden Hirsch des Klosters St. Blasien und einen Bundschuh als Hinweis auf Hans Müller von Bulgenbach. Der Ortsteil Staufen liegt am Ostabhang des 1035 m hohen Staufenkopfes. Er zählt mit Bulgenbach ca. 130 Einwohner und erstreckt sich auf eine Gemarkungsfläche von 439 ha.